# درخت کولا
 درخت کولا (در متون طب سنتی جوز الزنج)(نام علمی: Cola acuminata) نام یک گونه از تیره پنیرکیان است.